# Changuito
José Luis Quintana Fuentes, conocido artísticamente como Changuito (La Habana, 18 de enero de 1948 - La Habana, 6 de junio de 2025), fue un percusionista cubano.

## Biografía
En 1970 empezó a tocar con Los Van Van y desarrollaron el songo que combina instrumentos de percusión (timbales, campanas, woodblocks, tambores electrónicas y címbalos) y tiene una técnica característica con las manos (La Mano Secreta).
Changuito ha sido profesor de famosos percusionistas como Giovanni Hidalgo, Ginaski Wop (músico italiano, integrante del proyecto Bardamu), Karl Perazzo (Santana), Karlos Marrufo y Patricio "el chino" Díaz.